# Poecilochorema anastemum
Poecilochorema anastemum là một loài Trichoptera thuộc họ Hydrobiosidae. Chúng phân bố ở miền Australasia.